# Lady in Cement
Lady in Cement is een Amerikaanse neo noirfilm uit 1968 onder regie van Gordon Douglas. De film is gebaseerd op het gelijknamig boek uit 1961 van Marvin H. Albert en is het vervolg op de film Tony Rome (1967). Destijds werd hij in Nederland uitgebracht onder de titel Een blok aan mooie benen.

## Verhaal
Particulier detective Tony Rome stort zich in de decadente en corrupte society van rijk Miami. Tijdens een duiktocht treft hij het lijk van een naakte vrouw aan, met beide voeten in een blok cement. Dit bezorgt de door gokken berooide speurder weer een paar opdrachten die hem in contact - en in botsing - brengen met onder andere Waldo Gronski, een gangsterkolos met een gouden hart; Kit Forrester, een zwaar drinkende en minnende miljonair; Al Mungar, een welgestelde gangster met zijn aanhang in verdorven nachtclubs; en Arnie Sherwin, de politie-inspecteur. Er worden diverse moorden gepleegd, waarna Tony en Kit moeten bewijzen dat zij hier niet schuldig aan zijn.

## Rolverdeling
| Acteur         | Personage              |
| -------------- | ---------------------- |
| Frank Sinatra  | Tony Rome              |
| Raquel Welch   | Kit Forrester          |
| Dan Blocker    | Waldo Gronski          |
| Richard Conte  | Lt. Dave Santini       |
| Martin Gabel   | Al Mungar              |
| Richard Deacon | Arnie Sherwin          |
| Lainie Kazan   | Maria Baretto          |
| Pat Henry      | Rubin                  |
| Steve Peck     | Paul Mungar            |
| Virginia Wood  | Audrey                 |
| Frank Raiter   | Danny Yale             |
| Peter Hock     | Frenchy                |
| Alex Stevens   | Shev                   |
| Christine Todd | Sandra Lomax           |
| Mac Robbins    | Sidney the organizer   |
| Tommy Uhlar    | The Kid, Tighe Santini |

## Productie
Ten tijde van het maken van de film had hoofdrolspeler Frank Sinatra als filmster en zanger dusdanig veel macht, dat hij als medeproducent van deze film veel zeggenschap had over de productie. Zo opperde hij dat de film op locatie in Miami werd opgenomen, zodat hij tussen opnames door kon optreden in een hotel in de stad.
Raquel Welch vertelde in een later interview dat ze zo onder de indruk was van tegenspeler Frank Sinatra, dat dit ten koste ging van haar acteerspel.

## Ontvangst
De film bracht in de Verenigde Staten niet genoeg geld in het laatje en ook de pers was gematigd enthousiast over het eindproduct. In Nederland kreeg de film overwegend positieve reacties. Zo noemde recensent van het Algemeen Handelsblad het een "klassieke gangsterfilm en een harde spiegel van de Amerikaanse maatschappij" met "fenomenale regie" van Gordon Douglas. Criticus van De Volkskrant noemde het "een lekkere film" met "een juiste dosering toffe grappen" en schreef met bewondering voor Gordon Douglas; "een vakman van klasse".
Niet alle critici waren even enthousiast over het eindproduct. Recensent van De Telegraaf had vooral bewondering voor het spel van Sinatra en schreef over het verhaal dat het "spannend" is, maar "in het dozijn nauwelijks [zou] opvallen". Criticus van De Waarheid voegde hieraan toe dat het "allemaal wel aardig [is] om te zien, maar niet overdonderend." Recensent van Het Parool schreef met bewondering voor Douglas' "losse filmstijl die de toeschouwer ontspannen in zijn bioscoopstoel doet zakken. In die houding vallen hem levendige details, een goed gebruik van de locaties, een paar geslaagde bijrollen en vooral spitse woordgrapjes in de dialoog op, maar achter die kleine kwaliteiten aan de oppervlakte zit een leegte, die hem overduidelijk maakt dat hij in het gebeuren echt niet hoeft te geloven."
Een negatieve review kwam van recensent van De Tijd, die kritisch schreef over de "merkwaardige figuren, die typerend zijn voor de tijd van hippie's en homo's waarin we leven", alsmede de regie van Gordon Douglas en het spel van Sinatra: "De manier, waarop Gordon Douglas het weinig samenhangende verhaal heeft verfilmd, kan moeilijk dynamisch worden genoemd. Maar juist het wat trage tempo en het slome spel van Sinatra hebben na een poosje een hypnotische uitwerking, die de toeschouwer des te ontvankelijker maakt voor de vele grapjes, die meer in de dialoog dan in de beelden zijn te vinden."